# Bezirksgemeinde Cēsis
Die Bezirksgemeinde Cēsis (lettisch Cēsu novads) – wie alle Novadi Lettlands in rechtlichem Sinne eine Großgemeinde – liegt in Lettland in der historischen Landschaft Vidzeme. Ihr Verwaltungssitz befindet sich in der Stadt Cēsis.
Die Bezirksgemeinde entstand im Rahmen einer Verwaltungsreform zum 1. Juli 2021 durch den Zusammenschluss des alten Bezirks Cēsis mit den Bezirken Amata und Jaunpiebalga, Līgatne, Pārgauja, Priekuļi und Vecpiebalga.

## Geografie
Das Gebiet wird von der Gauja durchflossen. Im Südosten befindet sich deren Oberlauf, während sie aus Norden kommend bei Cēsis dann südwärts fließt. Auch in der Bezirksgemeinde fließen Brasla und Amata. Größter See ist der Alaukst.

## Gliederung
Zur Bezirksgemeinde gehören die folgenden Gemeinden (lett. pagasti): Amatas pagasts, Cēsu pilsēta, Drabešu pagasts, Dzērbenes pagasts, Inešu pagasts, Jaunpiebalgas pagasts, Kaives pagasts, Liepas pagasts, Līgatnes pilsēta, Līgatnes pagasts, Mārsnēnu pagasts, Nītaures pagasts, Priekuļu pagasts, Raiskuma pagasts, Skujenes pagasts, Stalbes pagasts, Straupes pagasts, Taurenes pagasts, Vaives pagasts, Vecpiebalgas pagasts, Veselavas pagasts, Zaubes pagasts, Zosēnu pagasts.

## Verkehr
Durch den Bezirk verläuft die Autoceļš A2. Außerdem durchquert die Bahnstrecke Riga–Valga das Gebiet.